# 월롱초등학교
월롱초등학교는 대한민국 경기도 파주시 월롱면 덕은리에 있는 공립 초등학교이다.

## 학교 연혁
- 1936년 10월 10일 월롱공립보통학교(4년제 2학급) 개교(설립인가 9월 28일)
- 1938년 4월 1일 교명 변경 (월롱공립심상소학교)
- 1941년 4월 1일 교명 변경 (월롱공립국민학교)
- 1967년 3월 4일 영도국민학교로 승격 분리
- 1992년 3월 9일 병설유치원 개원
- 1994년 12월 31일 급식실 및 조리실 준공
- 1996년 3월 1일 월롱초등학교로 교명 변경
- 2003년 10월 7일 6개 교실 증축
- 2004년 3월 31일 도서실 개관
- 2010년 11월 11일 ‘책숲도서관’ 개관
- 2016년 2월 19일 제77회 졸업식(졸업생 총 4,340명)
- 2016년 3월 1일 6학급 편성
- 2017년 2월 15일 제78회 졸업식(졸업생 4351명)
- 2017년 3월 1일 2017학년도 초등6학급, 유치원1학급 편성

## 학교 상징
- 교화 - 장미 : 각양각색으로 탐스럽고 아름답게 피는 장미 중 빨간 장미이다. 자기 몸 전체를 앞으로의 꿈을 한껏 담고 그 꿈을 이루어내겠다는 정열과 학교 이웃 고장 국가에 봉사하며 사랑을 베풀겠다는 의지로 피어오른다. 생각하고 도전하는 맑고 여문 VIP 월롱어린이 상징이라 할 수 있다.
- 교목 - 은행나무 : 역경에 강인하며 수명이 긴 나무이다. 웅대한 모습은 큰 번영을 뜻하며 양질의 목재와 열매를 맺고 산록과 단풍이 아름다워 유실수 관상수 가로수 정자나무로 꼽힌다. 항상 새로운 푸른빛을 띄우는 소나무는 월롱어린이의 마음의 나무가 될 것이다.

## 참고 자료
- 월롱초등학교 - 한국교육학술정보원 학교알리미